# Brněnská růže

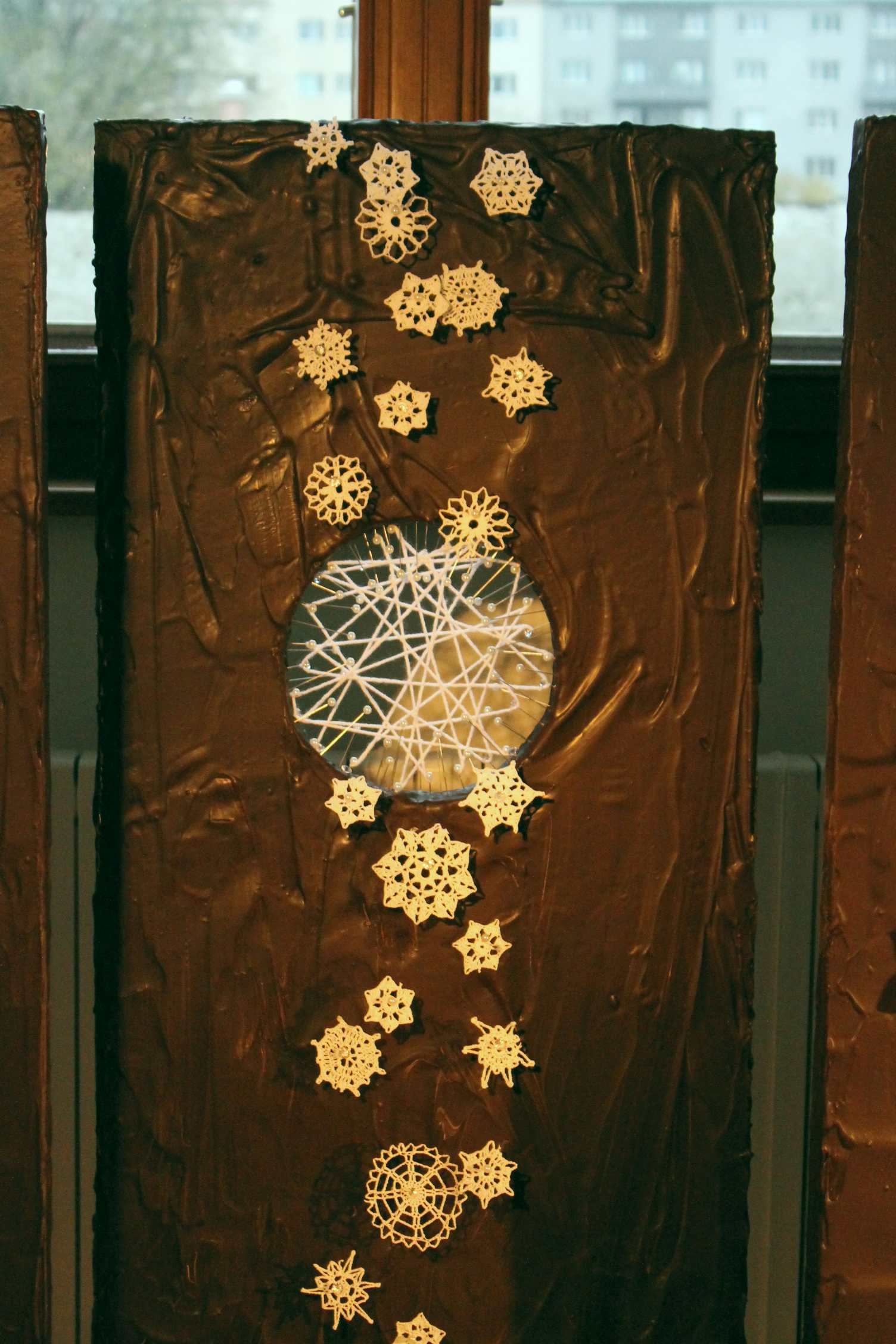
Paraván pokrytý čokoládou.

Brněnská růže je soutěž a výstava aranžovaných květin a rostlin. Výstava, která následuje den po soutěži, obvykle v sobotu a v neděli, je určena i pro širokou veřejnost. Vstupné je dobrovolné a celý výtěžek je obvykle určen pro charitativní účely. Soutěžní témata se pravidelně mění a dříve byly měněny i místa konání soutěže. Soutěž hodnotí odborná porota složená z profesionálních floristů. Tato porota během práce dohlíží na dodržování postupů a technik soutěžícími. Soutěž v roce 2014 podporoval velkoobchod s květinami a floristickými potřebami společnost Vonekl s.r.o. a spolupořádala Střední zahradnická a zemědělská škola v Rajhradě. Organizátorem soutěže a jejím zakladatelem a duchovním otcem je Slávek Rabušic.

## Invence a řemeslo
Tato soutěž je proslulá dobrou řemeslnou úrovní prací a snahou o invenci, která je obvykle rovněž vysoce hodnocena. V roce 2014 bylo oceněno dílo, jehož hlavní částí byla čokoláda. Do jednoduchého adventního věnce z kousků bílé čokolády byly umístěny kvetoucí čemeřice a hnědou čokoládou byl potřen jednoduše přizdobený paraván.
Použití potravin k takto neobvyklým účelům poutá pozornost, někdy je součástí showbyznysu (Lady Gaga). Použití potravin při aranžování je běžné u jedlých aranžmá. V kombinaci se silně toxickými rostlinami není obvyklé. Šlo však pouze o úpravy pro účely soutěže, podobně jako u adventních věnců s hlavičkami živých růží, kde nelze počítat s trvanlivostí květů čtyři až pět týdnů, nebo u úprav svícnů.

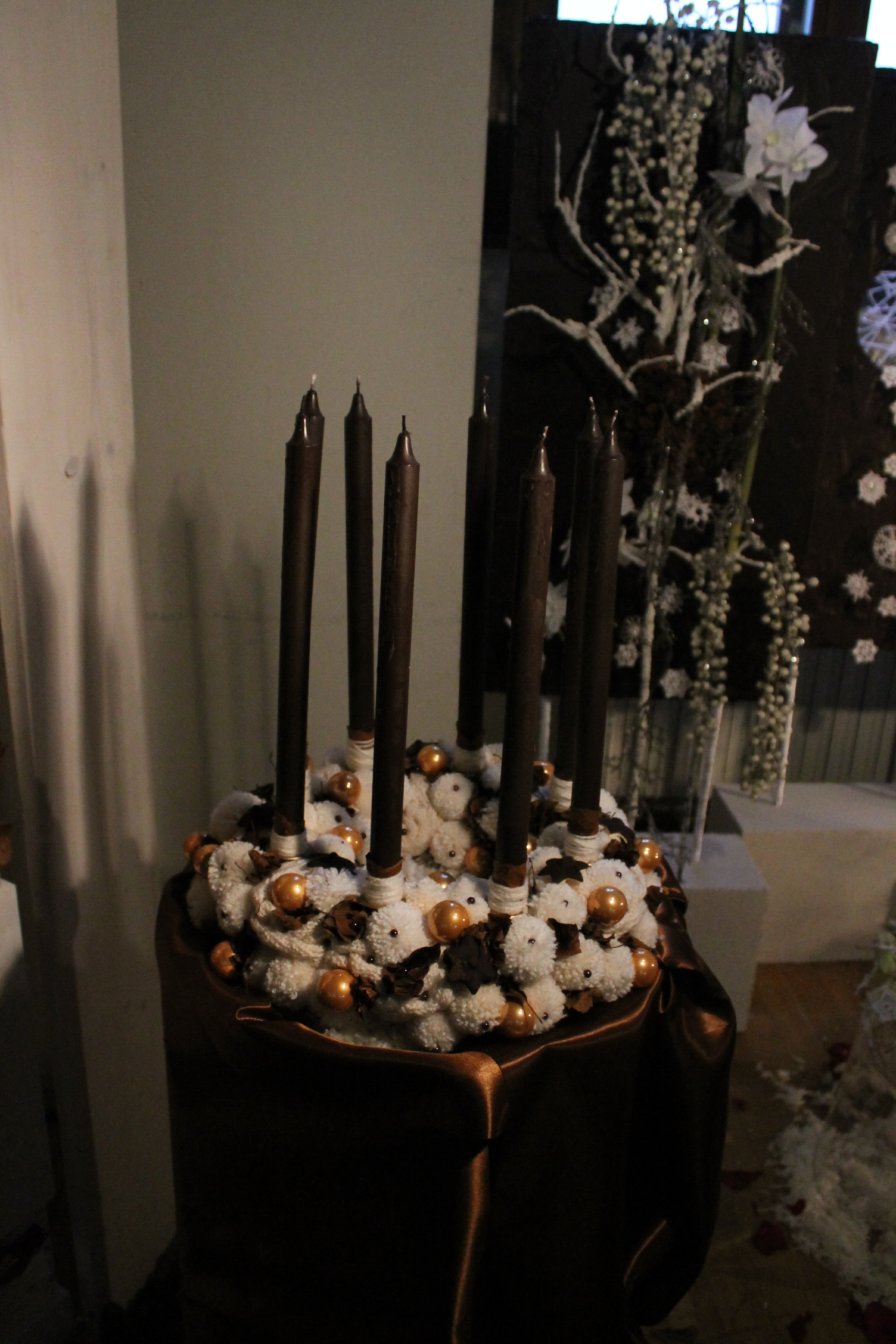
Adventní věnec z pletené vlny.
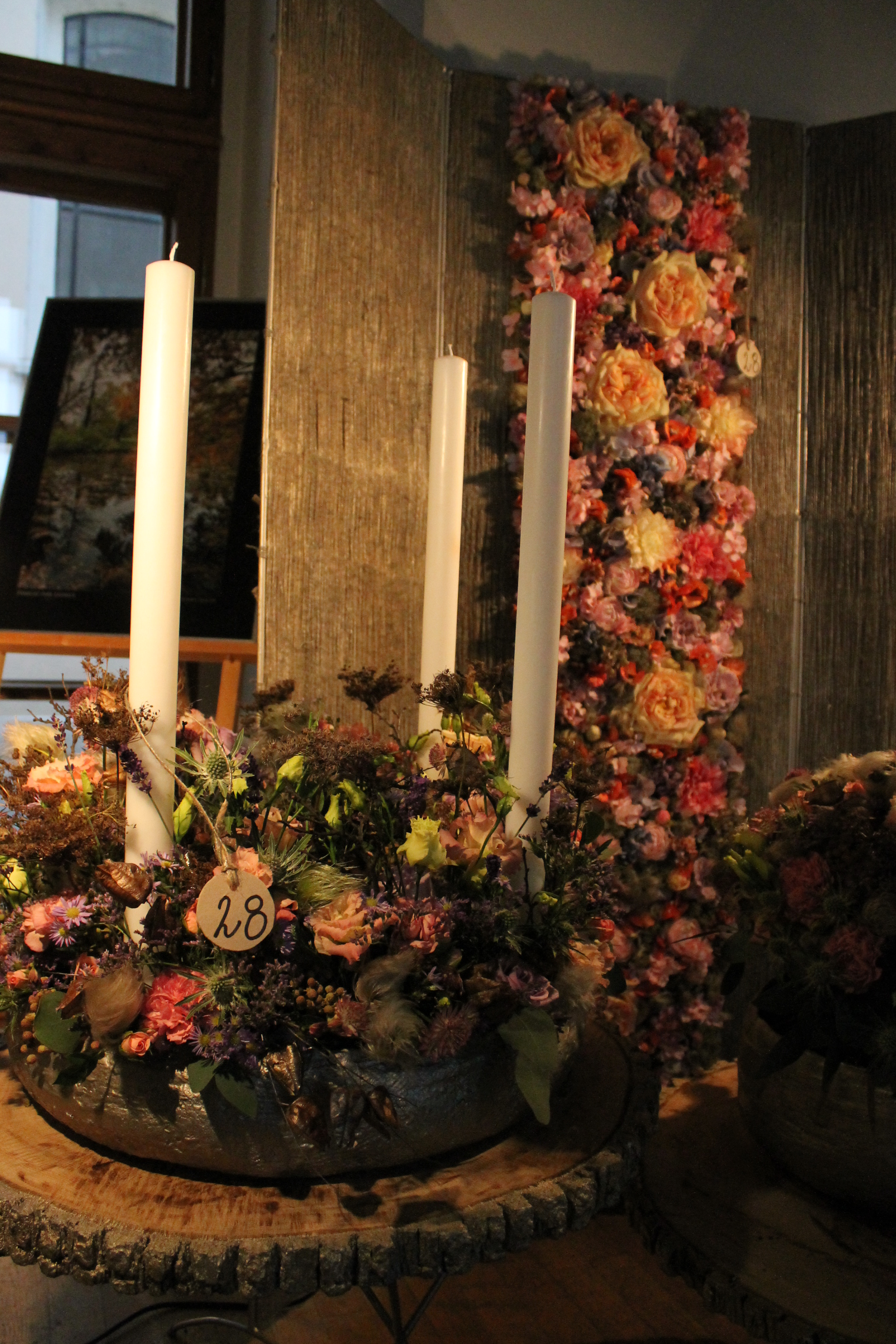
Zapálení svíček na obdobném adventním věnci není zcela bezpečné, jde pouze o dekoraci.
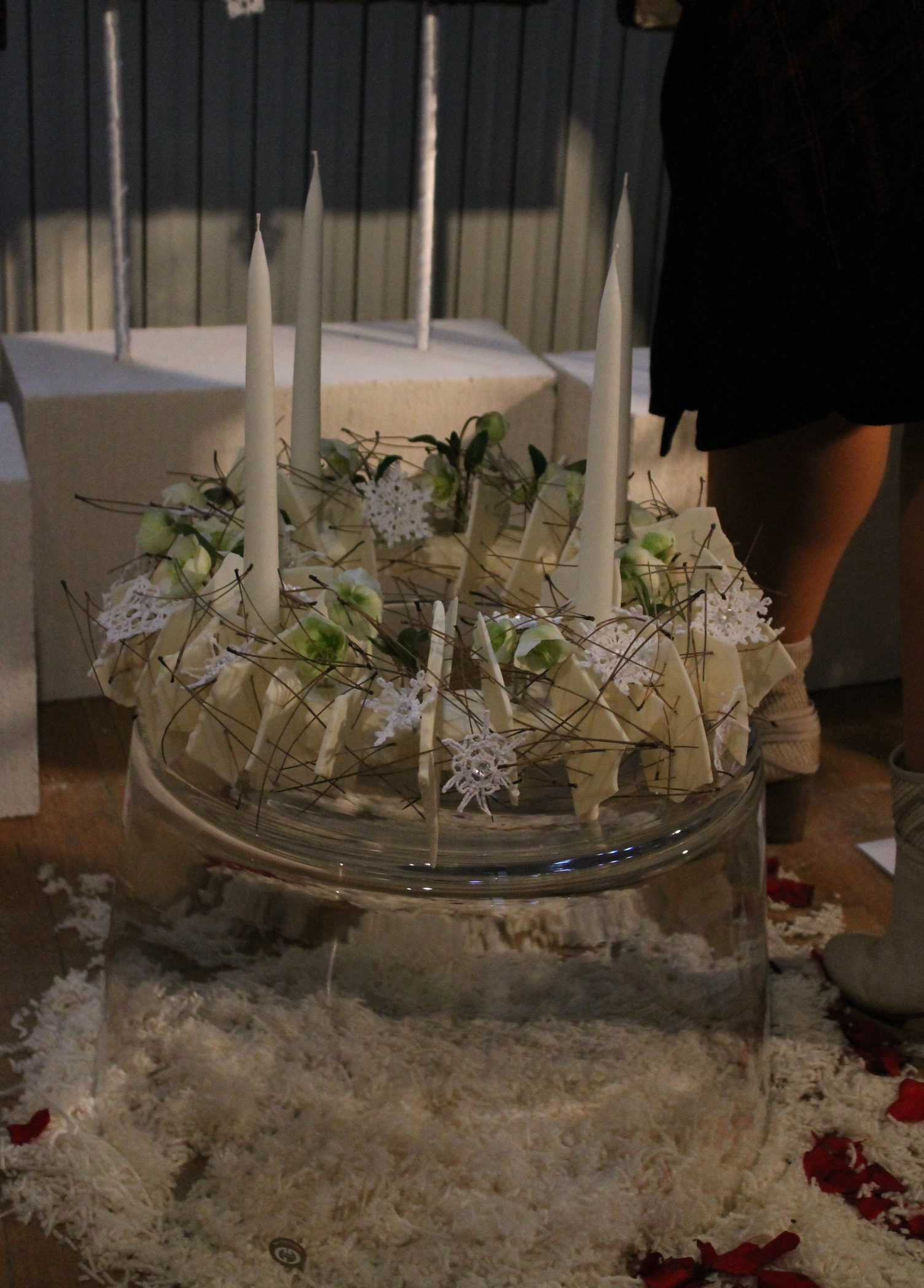
Adventní věnec z bílé čokolády

## Historie
Soutěž byla poprvé uspořádána v roce 1995. Soutěž dříve pořádal Svaz květinářů a floristů ČR a Střední zahradnická škola Brno-Bohunice. Po zrušení SZeŠ Brno Bohunice, je spolupořadatelem soutěže byla Střední zahradnická a zemědělská škola v Rajhradě.
V roce 2011 byla tématem vánoční floristika. V roce 2012 se konal 17. ročník mezinárodní floristické soutěže Brněnská růže v prostorách Památníku písemnictví na Moravě v Rajhradě. Soutěžní téma bylo „Výstava a vernisáž“. V roce 2013 a 2014 se floristická soutěž konala v prostorách konventu „U milosrdných bratří“. V roce 2014 byly témata věnec (adventní), paraván,, kytice. Většina kytic byla provedena jako kytice vázané do spirály.

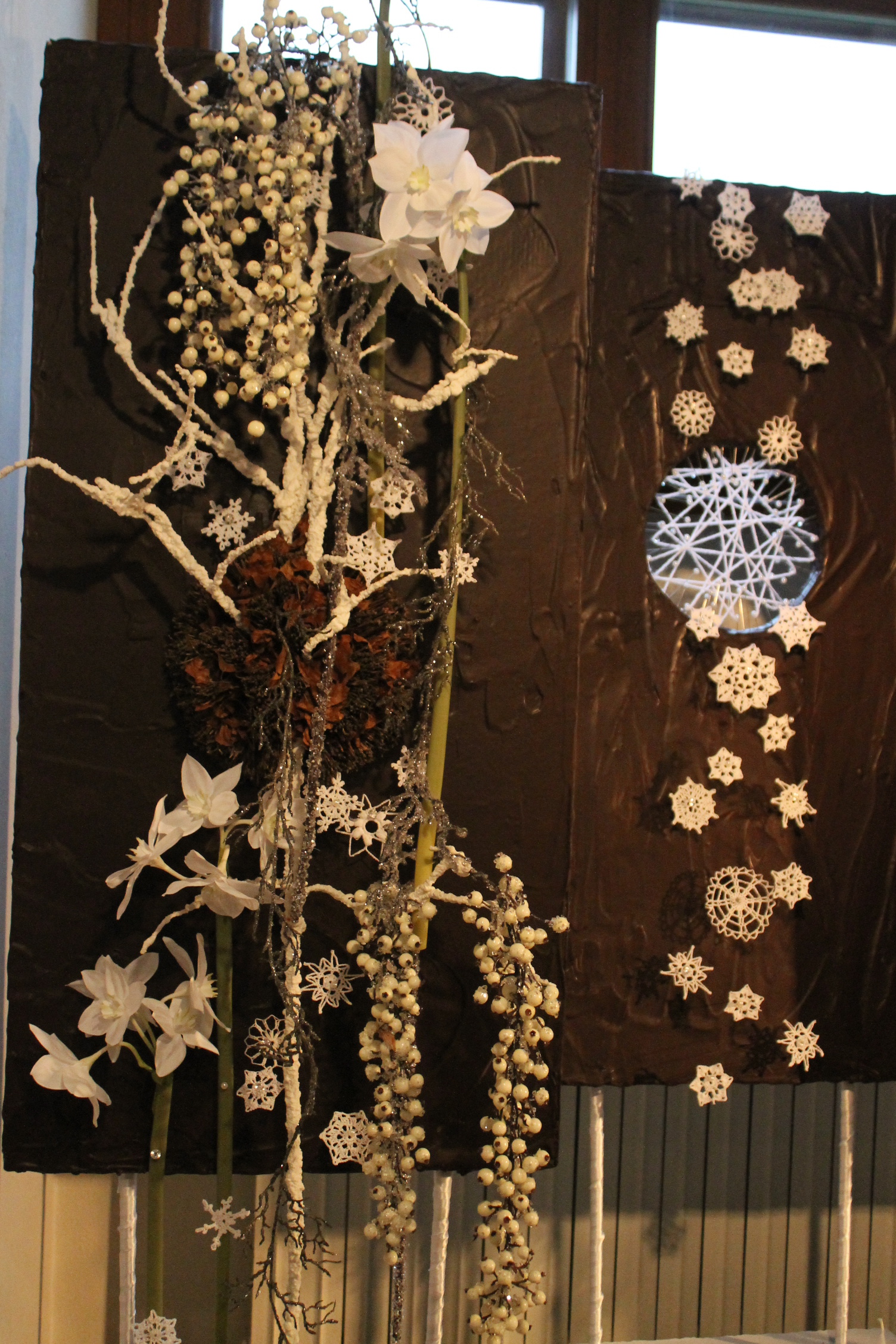

Při samotné soutěže podle spolupořadatele  „je dbáno, aby byly vhodně zvolena témata, která jsou zajímavé pro soutěžící ale také aby vycházely z květinářské praxe a byly srozumitelné laické veřejnosti.“

## Ocenění

### 2002
V roce 2002 byly témata dámský klobouk, kytice z jednoho květu (k darování), přízdoba společenských šatů. V kategorii juniorů byl celkovým vítězem Róbert Bartolen ze SZáŠ Piešťany, na druhém místě se umístil László Földes, z MZLU Brno, ZF Lednice na Moravě a třetí místo porota věnovala Janě Sejkorové ze SZaŠ a SOU Litomyšl. Alena Vlachová, SZaŠ Děčín-Libverda byla za svá díla oceněna druhou a třetí pozici v tématech dámský klobouk a přízdoba dámských šatů.
V kategorii seniorů byl nejlépe ohodnocen Petr Kopáč, zastupující Holandské květiny, Praha. Druhá zůstala ing. Václava Lojdová, která obsadila druhé, třetí a čtvrté místo. Třetí pozici vybojoval Petr Matuška z firmy Květiny Petr Matuška. Dobře hodnoceny byly ale rovněž práce Renaty Kroutilové z firmy Květiny keramika – Huszárová, Brno a ing. Marie Bittnerové z firmy Bohemiaseed Praha.

### 2013
V roce 2013 soutěžní úkoly spočívaly v smuteční přízdobě jednoho květu, zhotovení tradičního květinového kříže do podložky oasis a zhotovení pohřebního věnce.  Soutěže se zúčastnilo 13 žáků, zařazených do kategorie „junior“, a 18 soutěžících zařazených do kategorie „senior“.
Vítězem juniorské kategorie 2013 byl Květinový ateliér V Ráji, Lázně Bohdaneč, druhým místem porota ocenila práce firmy Art de Fleurs, Hodonín. Třetí místo porota přisoudila firmě Květiny Nedvěd. Mimo uvedené ocenění získala Střední škola zahradnická a technická Litomyšl první místo za práci smuteční věnec a Střední odborná škola zahradnická Piešťany za tutéž práci třetí místo.
Vítězem seniorské kategorie 2013 byla oceněna Pavla Plevová z Brna, druhé místo porota přisoudila pracovnice Klára Záleská z firmy Květiny Miluše Huszárová, Brno. Třetí místem práce porota ocenila Jana Milta z firmy Květiny Milt, Plzeň. Mimo to Lukáš Kouřil z firmy Květiny Oxalis, Brno, získal druhé a třetí místo v hodnocení práce na téma „přízdoba jednoho květu“ a „kříž“. Za zpracování tématu „kříž“ byl druhým místem oceněn Peter Nagy z Maďarska (Hodmezövásárhely). Kateřina Holišová ze zahradnické fakulty VŠ Lednice byla za ohodnocena druhým místem  za práci na téma „přízdoba jednoho květu“.